# Matt Shively
Matthew James "Matt" Shively Jr., född 15 september 1990 i Hanford i Kalifornien, är en amerikansk skådespelare, mest känd för rollen som Ryan Laserbeam i Nickelodeon-serien True Jackson. Han har dessutom medverkat i två andra produktioner på Nickelodeon, det vill säga Winx Club (som rösten till Sky) och The Troop (i rollen som Kirby Cadworth-Bankcroft III). Han har också spelat en av huvudrollerna i ABC-serien The Real O'Neals, som hade premiär i mars 2016.
Shively började intressera sig för skådespeleri i fjärde klass, efter att ha sett Shia LaBeouf i TV-serien Even Stevens. Han har länge varit ett stort fan av den kanadensiska TV-serien Degrassi: The Next Generation. Han har också haft ett band tillsammans med vännen och kollegan Sterling Knight vid namn Connecting Channels.
Shively är sedan 2017 i ett förhållande med skådespelerskan Ashley Newbrough.

## Filmografi (i urval)

### Filmer
- 2007 – The Tomb
- 2012 – Winx Club: The Secret of the Lost Kingdom (Nickelodeons version)
- 2012 – Paranormal Activity 4
- 2014 – How to Build a Better Boy
- 2017 – Power Rangers
- 2018 – Father of the Year
- 2019 – The Wedding Year

### TV-serier
- 2008 – Zoey 101 (TV-serie)
- 2008–2011 – True Jackson (TV-serie)
- 2011 – The Troop (TV-serie)
- 2012 – Last Man Standing (TV-serie)
- 2012 – Bucket & Skinner's Epic Adventures (TV-serie)
- 2011–2015 – Winx Club (TV-serie)
- 2014 – Teen Wolf (TV-serie)
- 2014 – CSI: Crime Scene Investigation (TV-serie)
- 2014–2015 – Jessie (TV-serie)
- 2015 – Aquarius (TV-serie)
- 2016–2017 – The Real O'Neal's (TV-serie)
- 2017 – SMILF (TV-serie)
- 2018–2019 – Santa Clarita Diet (TV-serie)
- 2018 – The Resident (TV-serie)
- 2019 – Grand Hotel (TV-serie)
- 2019–2020 – American Housewife (TV-serie)
- 2019 – The Purge (TV-serie)